# Harold Wenstrom

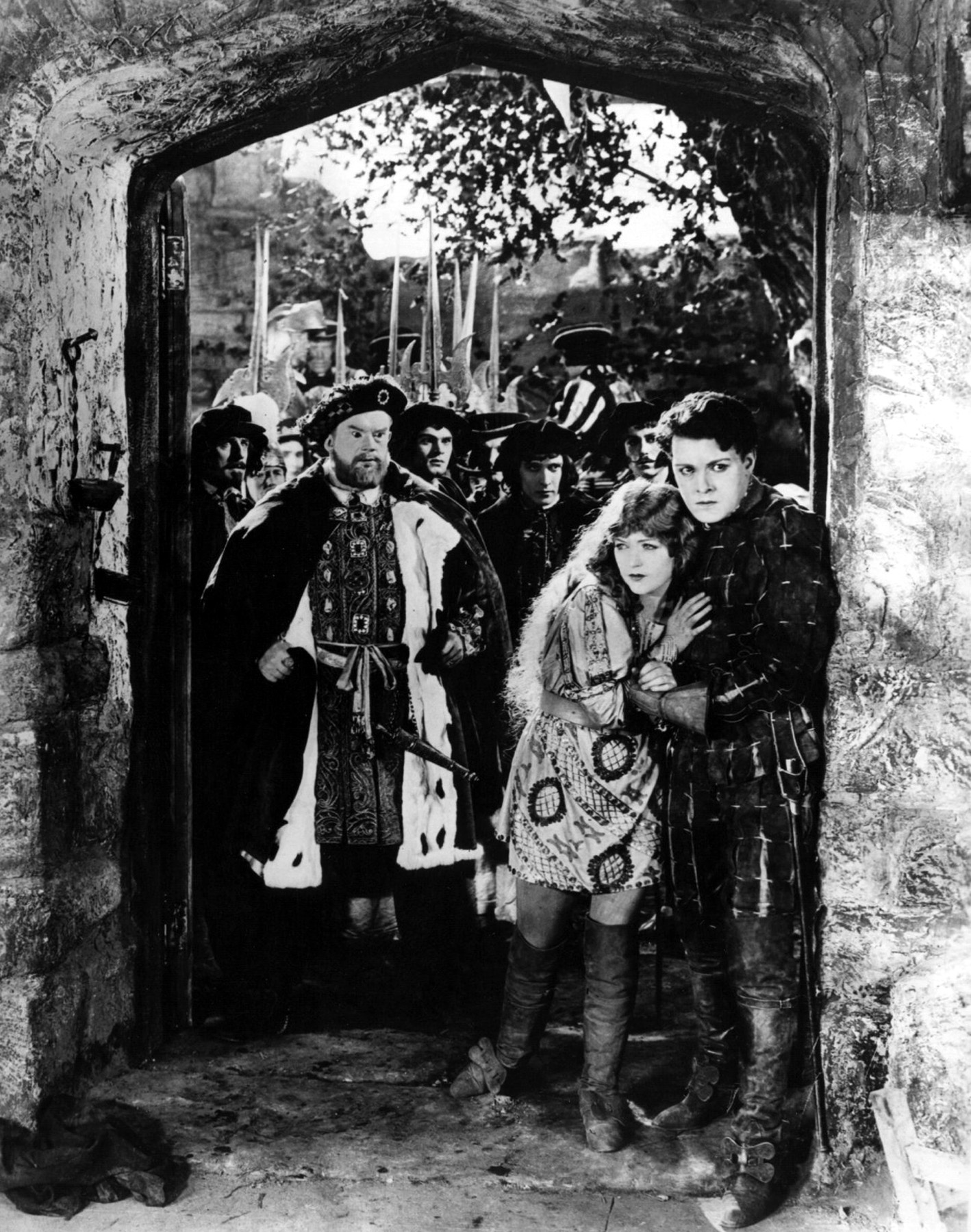
Prise de vue pour Sur les marches d'un trône (1922) - de g. à d. : Lyn Harding (Henri VII), Marion Davies (Marie Tudor) et Forrest Stanley (Charles Brandon) -

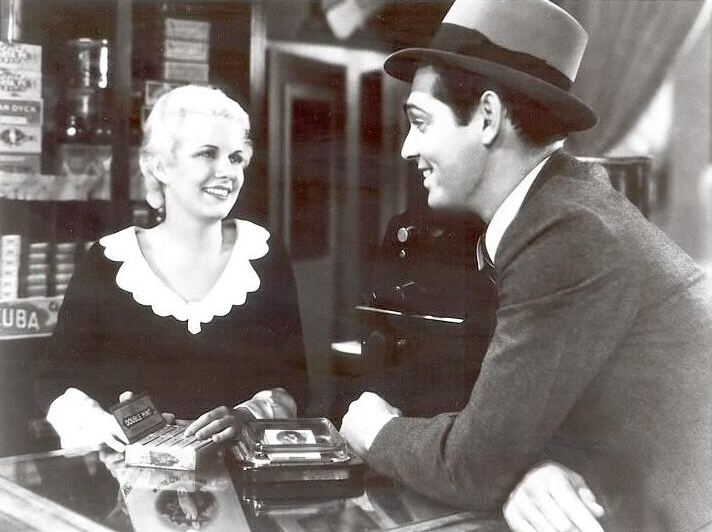
Prise de vue pour Tribunal secret (1931)
Jean Harlow et Clark Gable

Harold Wenstrom, né en 1893 à New York (arrondissement de Brooklyn) dans l'État de New York, mort le 26 avril 1944, est un directeur de la photographie américain.

## Biographie
Entre 1920 et 1939, Harold Wenstrom contribue comme chef opérateur à quarante-deux films américains, dont vingt muets. Son deuxième est Ce crétin de Malec (The Saphead) (1920) d'Herbert Blaché et Winchell Smith, avec Irving Cummings et Buster Keaton. Il retrouve ce dernier sur les films parlants Le Professeur (1932), et Le Roi de la bière (1933), tous deux avec également Jimmy Durante, et réalisés par Edward Sedgwick.
Parmi les autres réalisateurs qu'il assiste, mentionnons Robert G. Vignola (trois films muets, dont Sur les marches d'un trône en 1922, avec Marion Davies et Forrest Stanley), George W. Hill (cinq films, dont Big House en 1930, avec Chester Morris et Wallace Beery), John Ford (La Patrouille perdue en 1934, avec Victor McLaglen et Boris Karloff), ou encore George Stevens (deux films en 1935, dont La Gloire du cirque, avec Barbara Stanwyck et Preston Foster).

## Filmographie partielle
- 1920 : Ce crétin de Malec (The Saphead), de Herbert Blaché
- 1921 : Le Rachat du passé (Proxies) de George D. Baker
- 1921 : Immolation (The Wild Goose) d'Albert Capellani
- 1922 : Sur les marches d'un trône (When Knighthood Was in Flower), de Robert G. Vignola
- 1922 : The Beauty Shop d'Edward Dillon
- 1922 : Le Visage dans le brouillard (The Face in the Fog) d'Alan Crosland
- 1922 : La Vierge folle (The Young Diana) d'Albert Capellani et Robert G. Vignola
- 1923 : Sous la robe rouge (Under the Red Robe) d'Alan Crosland
- 1923 : Adam and Eva de Robert G. Vignola
- 1923 : The Go-Getter d'Edward H. Griffith
- 1924 : La Voie lumineuse (The Great White Way) d'E. Mason Hopper
- 1925 : L'Amazone (Zander the Great) de George W. Hill
- 1926 : Syncopation Sue de Richard Wallace
- 1926 : Into Her Kingdom de Svend Gade
- 1927 : Hazardous Valley d'Alan James
- 1927 : The Lady in Ermine de James Flood
- 1927 : The Midnight Watch  réalisé par Charles J. Hunt
- 1927 : Born to Battle d'Alan James
- 1930 : Min and Bill de George W. Hill
- 1930 : Big House (The Big House) de George W. Hill
- 1931 : Tribunal secret (The Secret Six) de George W. Hill
- 1931 : Les Titans du ciel (Hell Divers) de George W. Hill
- 1932 : Le Professeur (Speak Easily) d'Edward Sedgwick
- 1932 : Fast Life d'Harry A. Pollard
- 1932 : Le Bel Étudiant (Huddle) de Sam Wood
- 1933 : Le Roi de la bière ('What! No Beer?) d'Edward Sedgwick
- 1934 : Gift of Gab de Karl Freund
- 1934 : La Patrouille perdue (The Lost Patrol) de John Ford
- 1934 : Keep 'Em Rolling de George Archainbaud
- 1934 : Their Big Moment de James Cruze
- 1934 : Le Foyer qui s'éteint (Wednesday's Child) de John S. Robertson
- 1935 : Laddie de George Stevens
- 1935 : Red Morning de Wallace Fox
- 1935 : La Gloire du cirque (Annie Oakley) de George Stevens
- 1935 : The Arizonian de Charles Vidor
- 1935 : Powdersmoke Range (en) de Wallace Fox
- 1936 : Dog Blight de Jean Yarbrough